# 공동 명단

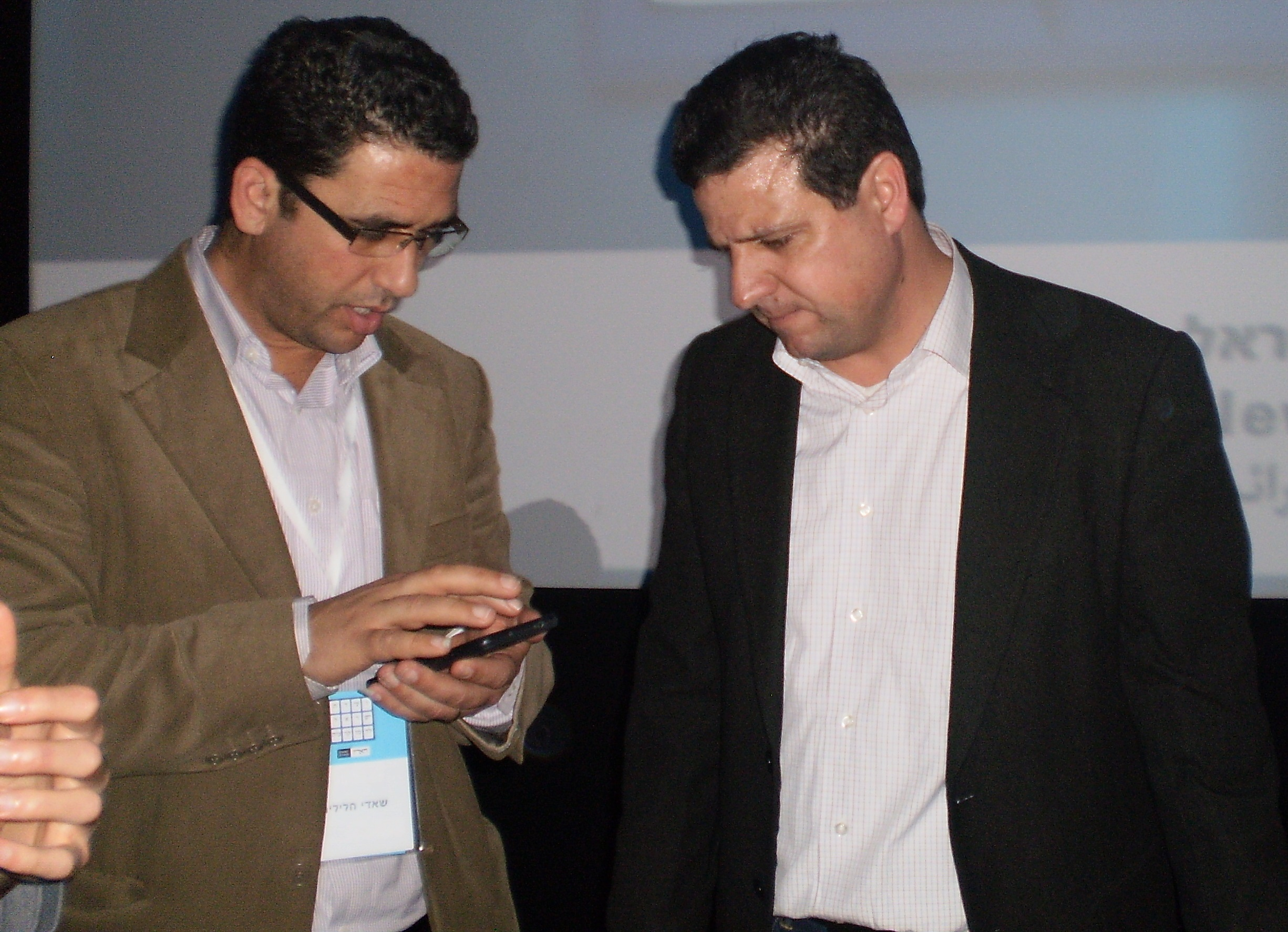
공동 명단의 지도자와, 셰이디 하일야의 모습

공동 명단(히브리어: הרשימה המשותפת, 아랍어: القائمة المشتركة)은 현재 이스라엘 내에서 3번째로 큰 규모의 정당이다. 정당 연합 형태로 유지되고 있다.

## 주요 정당
- 하다시
- 통일아랍
- 이스라엘 발라드
- 타알
- 이스라엘 이슬람 운동